# Wolf Jacob Stromer

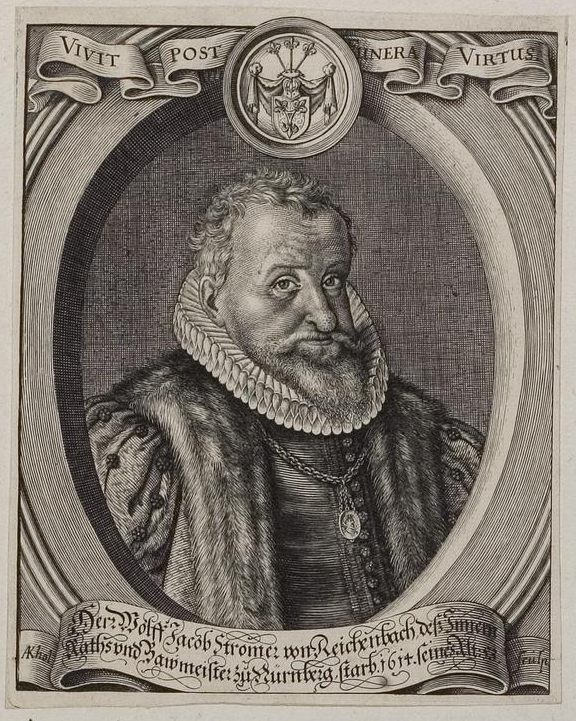
Wolf Jacob Stromer

Wolf Jacob Stromer (* 26. Mai 1561 in Nürnberg; † 29. Juni 1614 ebenda) war von 1589 bis zu seinem Tod Ratsbaumeister der Stadt Nürnberg. Während seiner 25-jährigen Amtszeit entstanden viele bedeutende Renaissancebauten der Stadt.

## Herkunft
Wolf Jacob Stromer gehörte einem Patriziergeschlecht an, das im Mittelalter zu den wichtigsten Patrizierfamilien der Reichsstadt Nürnberg gehörte. Die Familie war mit längeren Unterbrechungen im 16. und 17. Jh. im „Inneren Rat“ von Nürnberg vertreten, so auch Wolf Jakob Stromer. Sein Vorfahr Ulman Stromer schrieb das früheste Werk der Nürnberger Geschichtsschreibung und gründete und betrieb die erste Papiermühle Deutschlands. Ein anderer Vorfahr, Peter Stromer, erfand die Nadelholzsaat. Der Leitspruch der Stromer lautet: „dum spiro, spero“ – zu deutsch: „solange ich atme, hoffe ich“.
Sein Vater war Fritz Friedrich Stromer, seine Mutter Barbara Tucher (1530–1605).

## Leben
Wolf Jakob Stromer wurde 1575 mit 14 Jahren sehr jung und als einer der ersten Studenten an der Reichsstädtischen Akademie in Altdorf immatrikuliert und beendete seine akademische Ausbildung nach einer kurzen Zwischenphase in Ingolstadt ab 1579 in Bologna.
In Italien reiste er nach Padua, Florenz, Rom und Venedig und erwarb dort offenbar reichlich Kenntnis in klassischer und moderner Baukunst. Nachdem er wieder nach Nürnberg zurückgekehrt war, heiratete er 1584 Sabine Scheurl, die Tochter des Stadtrichters Christoph Scheurl. Beide sollten zusammen 12 Kinder haben.
Noch im selben Jahr trat er in die Ämterlaufbahn ein und wurde zum Obersten Forstmeister berufen. 1589 wurde Wolf Jakob Stromer in den „Inneren Rat“ aufgenommen und wurde zum Ratsbaumeister ernannt. Er trat damit die Nachfolge von Hieronymus Holzschuher an und hatte das Amt bis zu seinem Tod 25 Jahre lang inne. 
Das Grab Stromers auf dem Johannisfriedhof hat sich bis heute erhalten.

## Leistungen

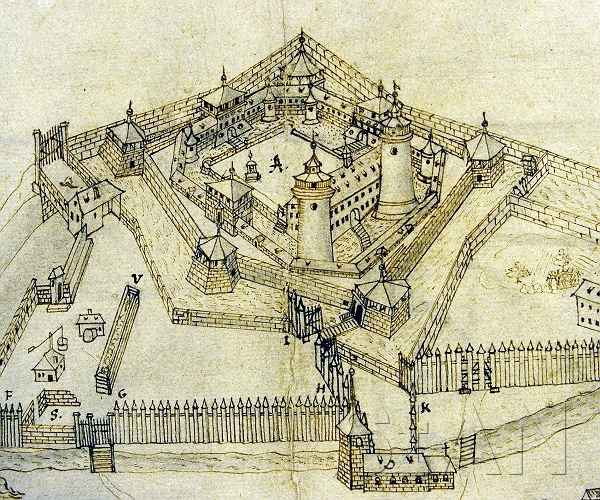
Festung Lichtenau

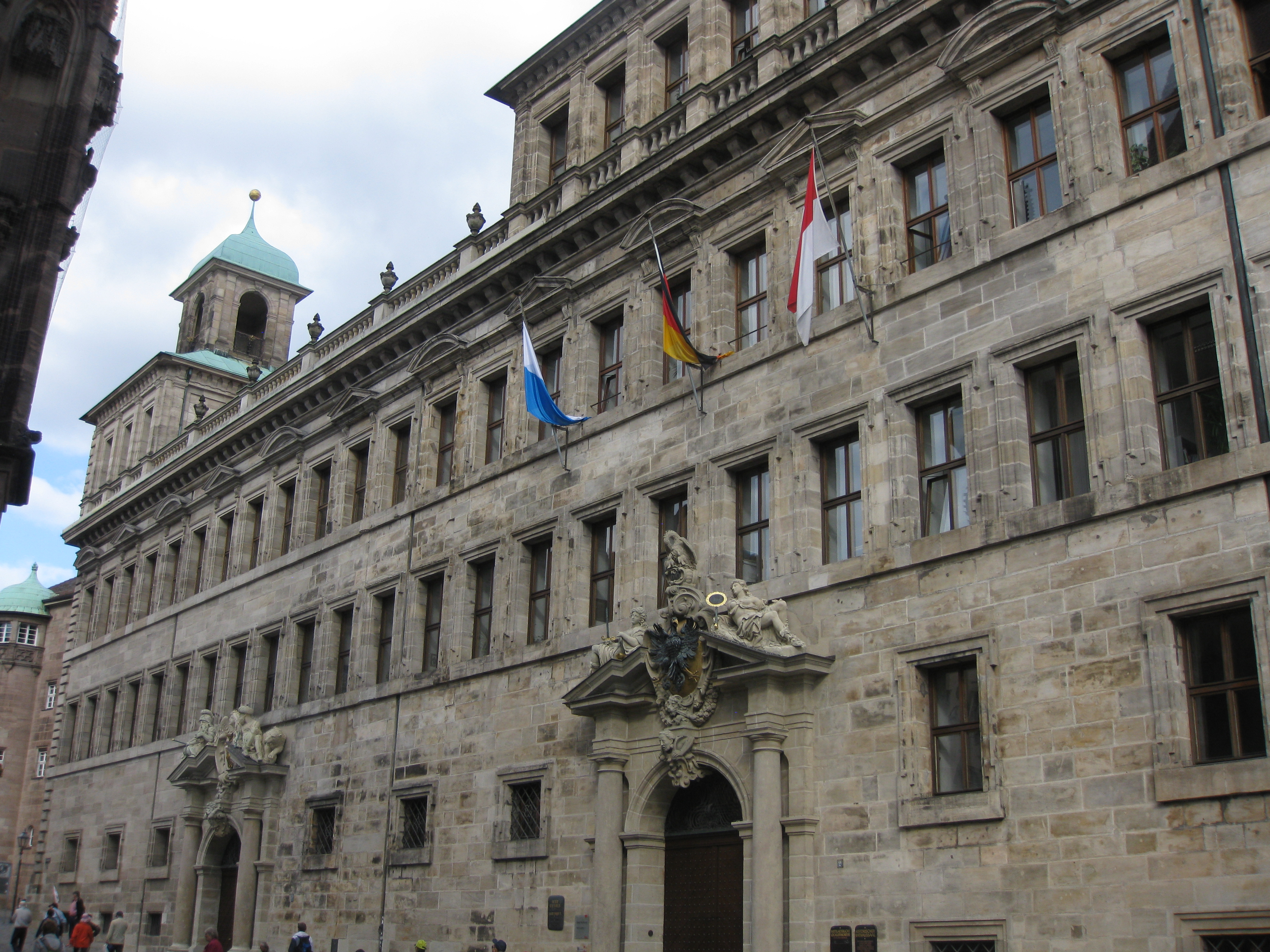
Altes Rathaus, vierflügeliger Renaissanceanbau (errichtet nach seinem Tod ab 1616)

Unter Stromers Oberaufsicht entstanden mehrere äußerst bedeutende Bauten, die noch heute das Stadtbild Nürnbergs prägen. Dies ist vor allem dem Umstand zu verdanken, dass er mit Jakob Wolff dem Älteren und dem Zimmermeister Peter Carl „kongeniale Mitarbeiter“ (Fleischmann 2008) an seiner Seite hatte. 
Alle achtzehn Pegnitzbrücken – nach verheerenden Hochwassern 1595 und 1602 zerstört oder beschädigt – wurden erneuert. Besonders hervorzuheben sind die Fleischbrücke und die ABC-Brücke.
Die Fleischbrücke liegt an der engsten Stelle der Pegnitz und ist deshalb den stärksten Fließkräften innerhalb der Mauern ausgesetzt. Da die Brücke auch den Haupttransit- und den größten innerstädtischen Verkehr tragen musste, ließ Stromer sie 1596–98 durch den Baumeister Jakob Wolff den Älteren und die Zimmermeister Mathes Herdegen und Peter Carl wieder aufbauen. Als einbogige Steinbrücke auf einem Fundament von über 2000 Holzpfählen errichtet, ist sie in technischer Hinsicht angeregt durch die Rialtobrücke in Venedig, von der Stromer ein in seine architektonischen Einzelteile zerlegbares Baumodell aus Holz besaß. Es befindet sich noch mitsamt der originalen Transportkiste im Schloss Grünsberg bei Altdorf im Nürnberger Land. Die Fleischbrücke gilt als technisch bedeutsamster Brückenbau der Renaissance in Europa und hielt selbst den benachbarten Bombentreffern im Zweiten Weltkrieg stand; 2004 musste sie erstmals instand gesetzt werden.
Die 40 Meter lange und 7,5 Meter breite ABC Brücke (1728 durch die Karlsbrücke ersetzt) ließ Wolf Jakob Stromer 1603/04 nach dem Vorbild der Ponte degli Alpini über die Brenta des italienischen Architekten Andrea Palladio errichten.
Stromers beeinflusste kurz vor seinem Tod wahrscheinlich auch den Erweiterungsbau des gotischen Altes Rathauses, einen vierflügeligen Renaissancebau im italienischen Stil, dessen Vorplanungen und Konzeption von ihm koordiniert wurden. Die große Vierflügelanlage wurde bald nach seinem Tod (von 1616 bis 1622) durch Jakob Wolff den Jüngeren errichtet.
Zu nennen sind weiterhin der Neubau 1615 des Baumeisterhauses in der Peunt, Ausbau und Verstärkung der Festung Lichtenau und die Vollendung von Arbeiten an den Nürnberger Befestigungsanlagen, wie der Wöhrdertorbastei.
Auch bedeutende private Bauvorhaben in der Stadt und im Nürnberger Landgebiet wurden während Stromers Amtszeit ausgeführt, zum Beispiel am Fembohaus, dem Pellerhaus, den Herrensitzen der Geuder von Heroldsberg/Welser in Neunhof bei Lauf und dem Schloss der Tetzel in Kirchensittenbach.

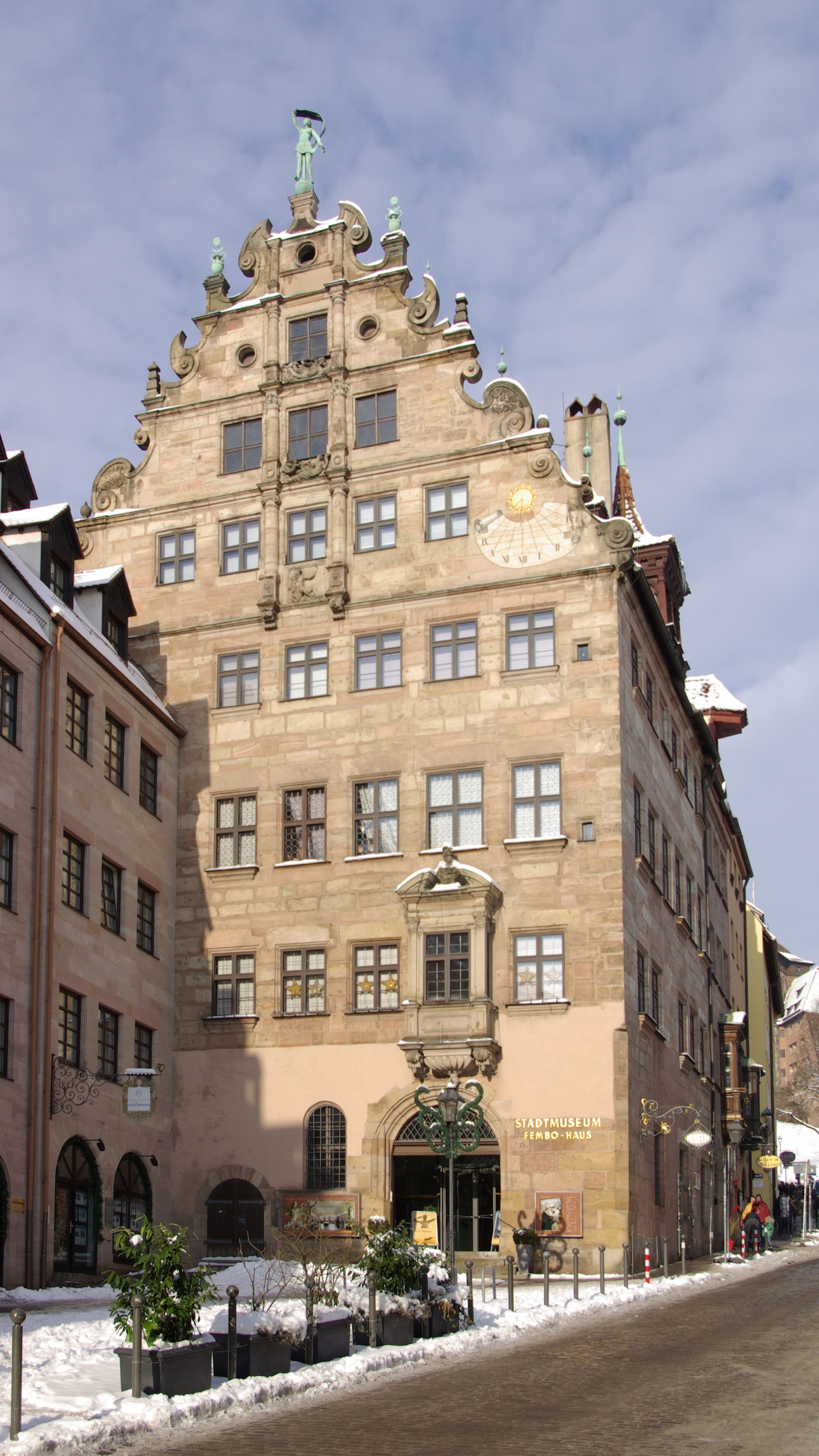
Fembohaus
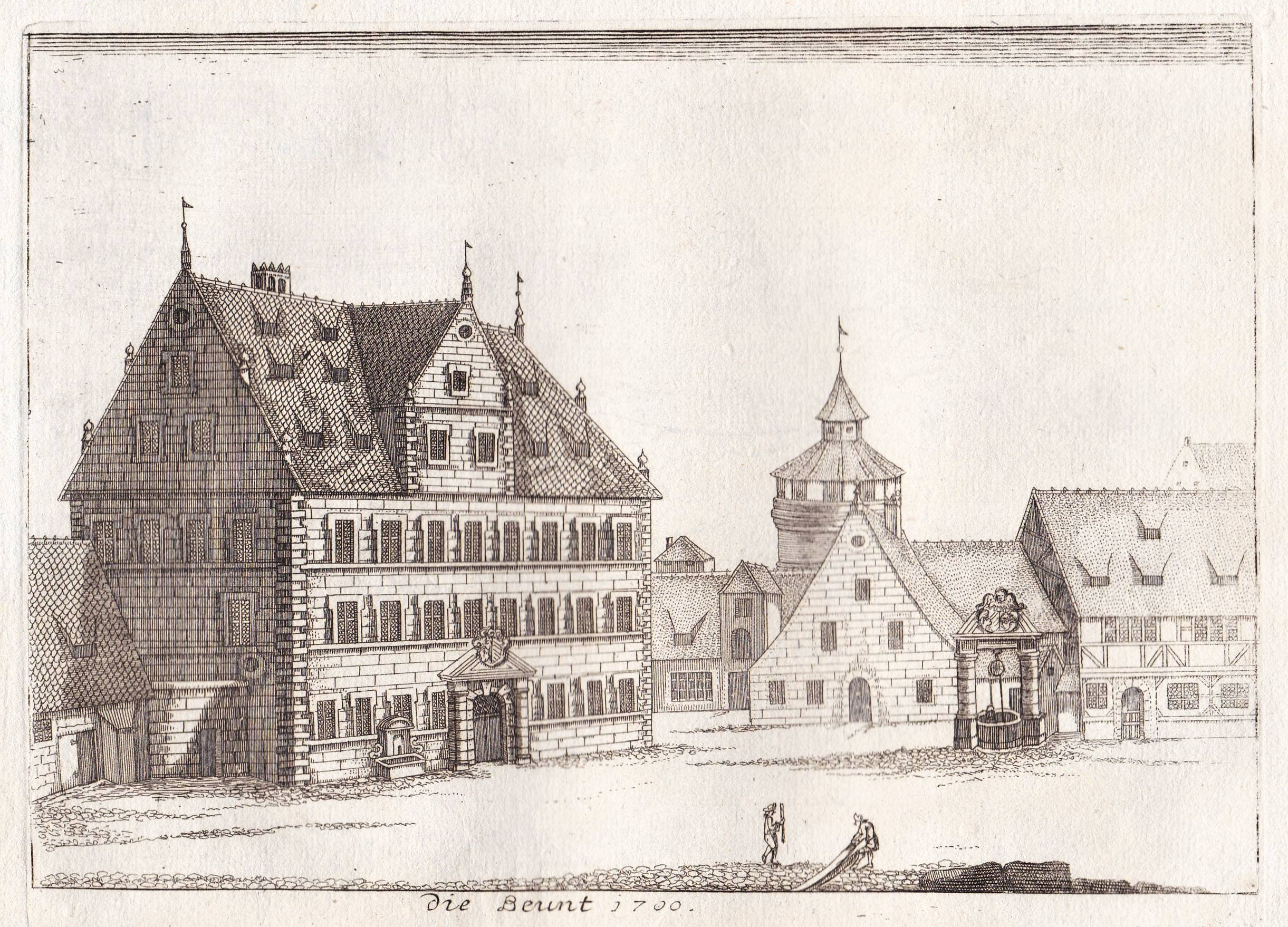
Baumeisterhaus
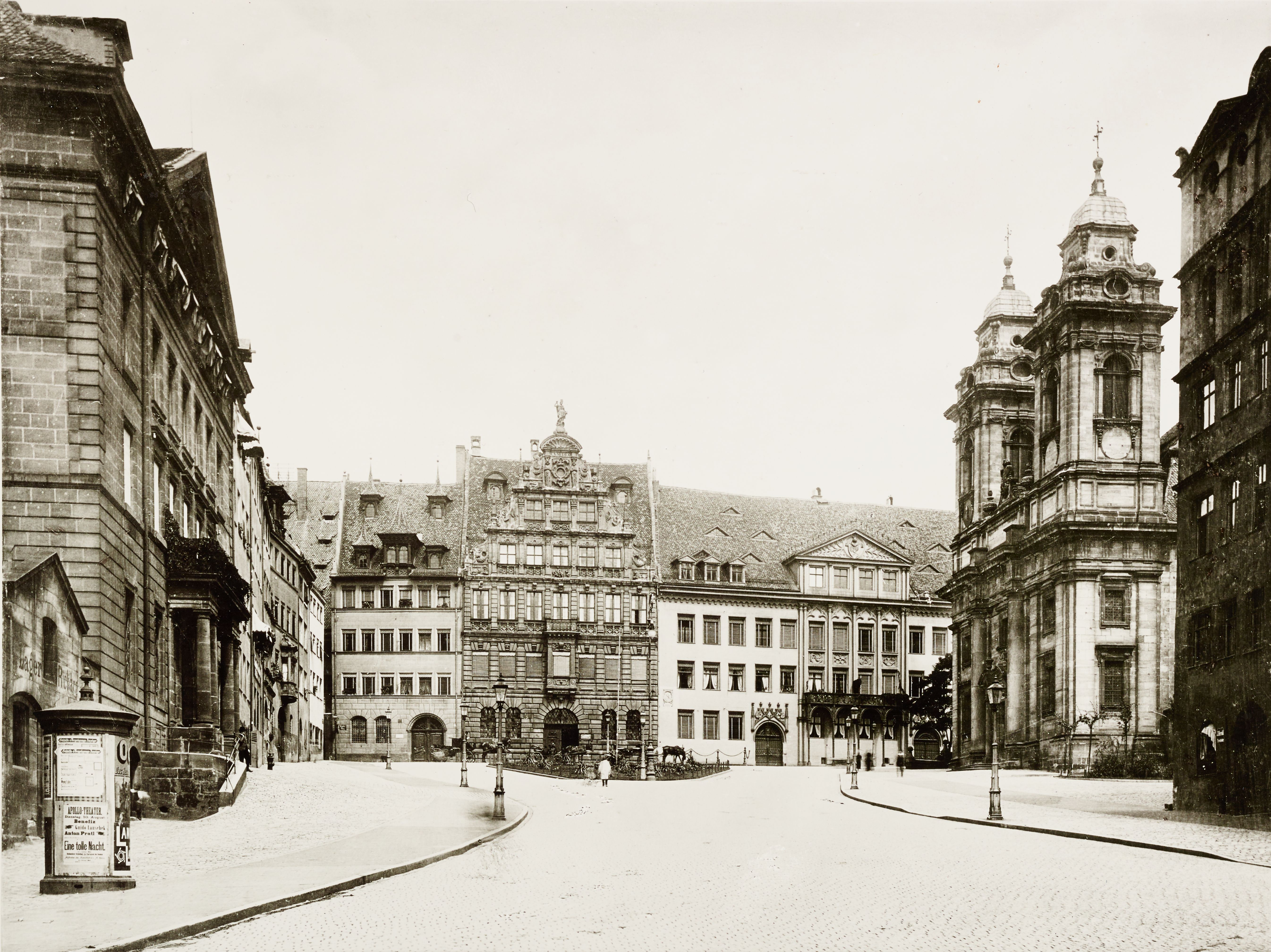
Pellerhaus
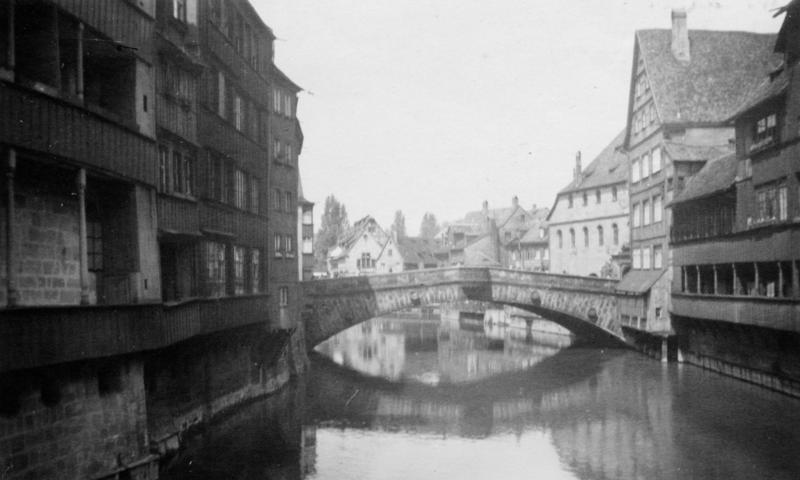
Fleischbrücke
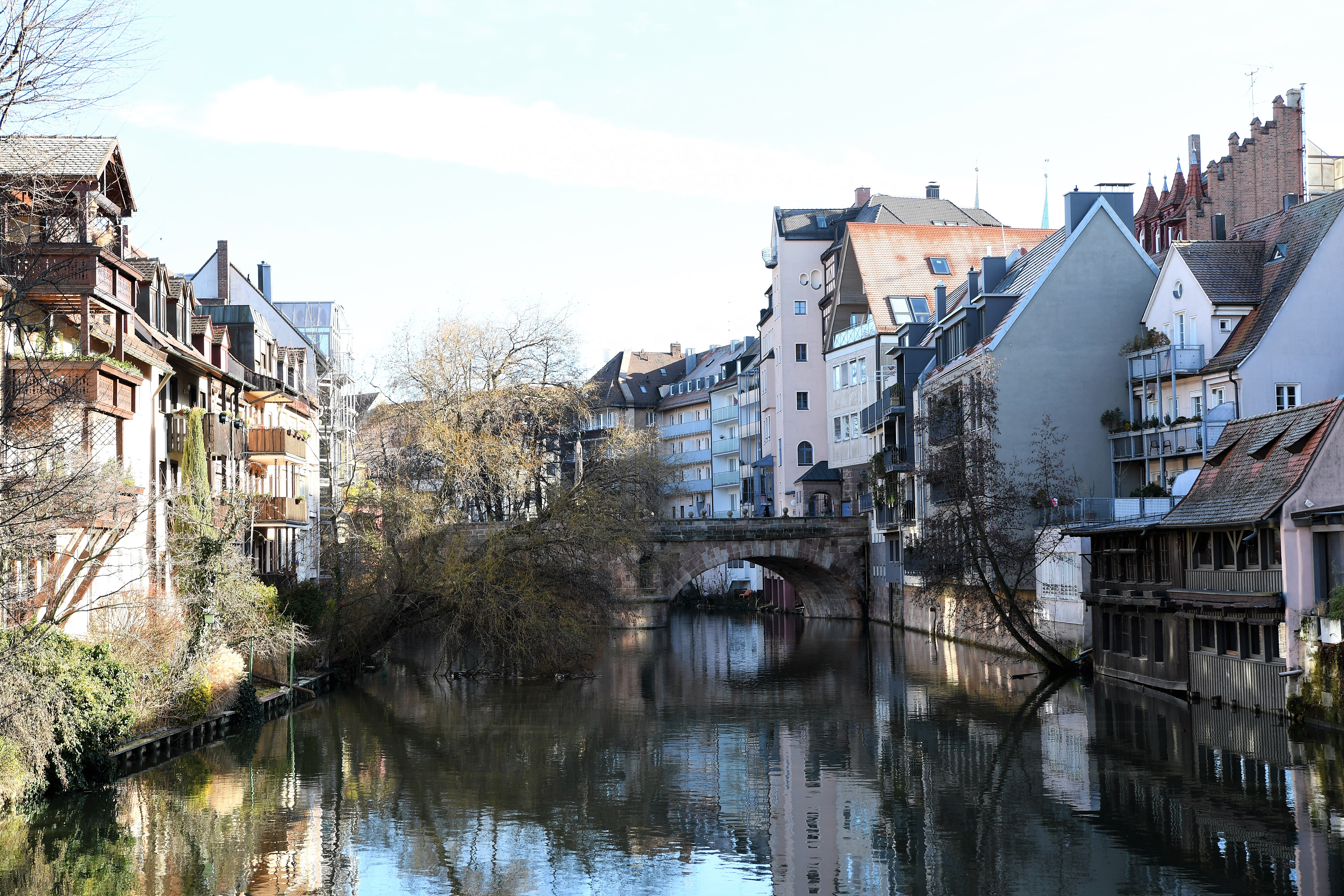
ABC-Brücke

## Werke
- Baumeisterbücher: Von großer Bedeutung für die Architektur- und Kunstgeschichte der Renaissance sind auch die zwölf noch eher unbekannten Baumeisterbücher aus Stromers Besitz (heute teilweise im Staatsarchiv Nürnberg), die er während seiner Amtszeit von verschiedensten, noch nicht im Detail identifizierten Händen anfertigen ließ (nach Stromer 1997: u. a. Jacob d. Ä. und d. J. Wolff, Peter Carl, Peter Hochheimer, Wolf Eisenmann, Jörg Gärtner, Andreas Albrecht, Hans Bien, Paulus d. Ä. Pfinzing, Wendel Dietterlin, Leonhard Weitmann, Gideon Bacher, Caspar Schwabe, Pietro Ceccini). Mehrere hundert großformatige Blätter zeigen neben Ansichten und Grund- und Aufrissen von Städten, einzelnen Bauwerken und Verteidigungsanlagen auch technische Konstruktionen sowie einige wenige Kuriositäten der Zeit, wie etwa eine Giraffe, die dem türkischen Sultan geschenkt wurde. Das Baumeisterbuch I enthält außerdem eine Zeichnung Giuseppe Arcimboldos mit einem aus Landschaftsstücken gebildeten Gesicht.

- Die zahlreichen Skizzen und Karten, die Wolf Jakob Stromer während seiner Tätigkeit anfertigte bzw. anfertigen ließ, sind in der Stadtbibliothek Nürnberg erhalten. Unter anderem ist eine Federzeichnung erhalten, die die Versorgung der Brunnen vor der St. Egidien zeigt. Weiter findet sich eine Zeichnung des Deutschen Hauses (Deutschherrenorden) bei St. Jakob sowie ein Grundriss der Häuser am Hauptmarkt und an der Ratsgasse.